# Saludo fascista

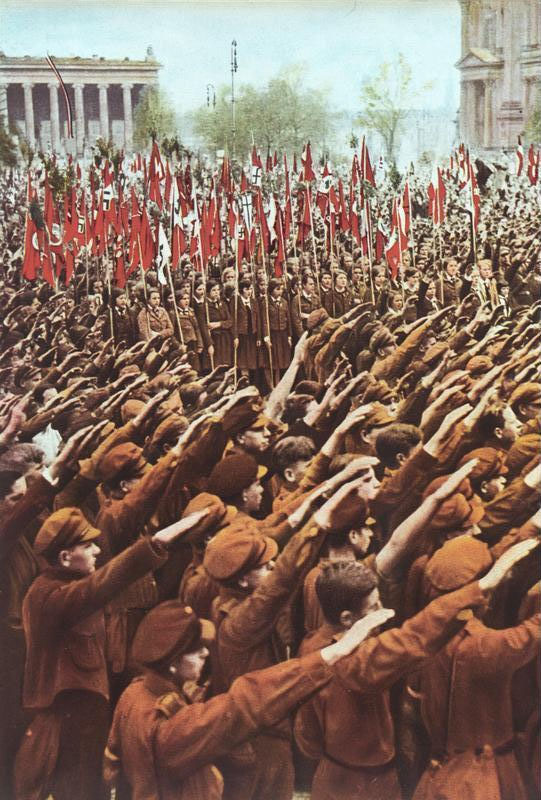
Miembros de las Juventudes Hitlerianas en Berlín realizando el saludo nazi en un mitin en 1933.

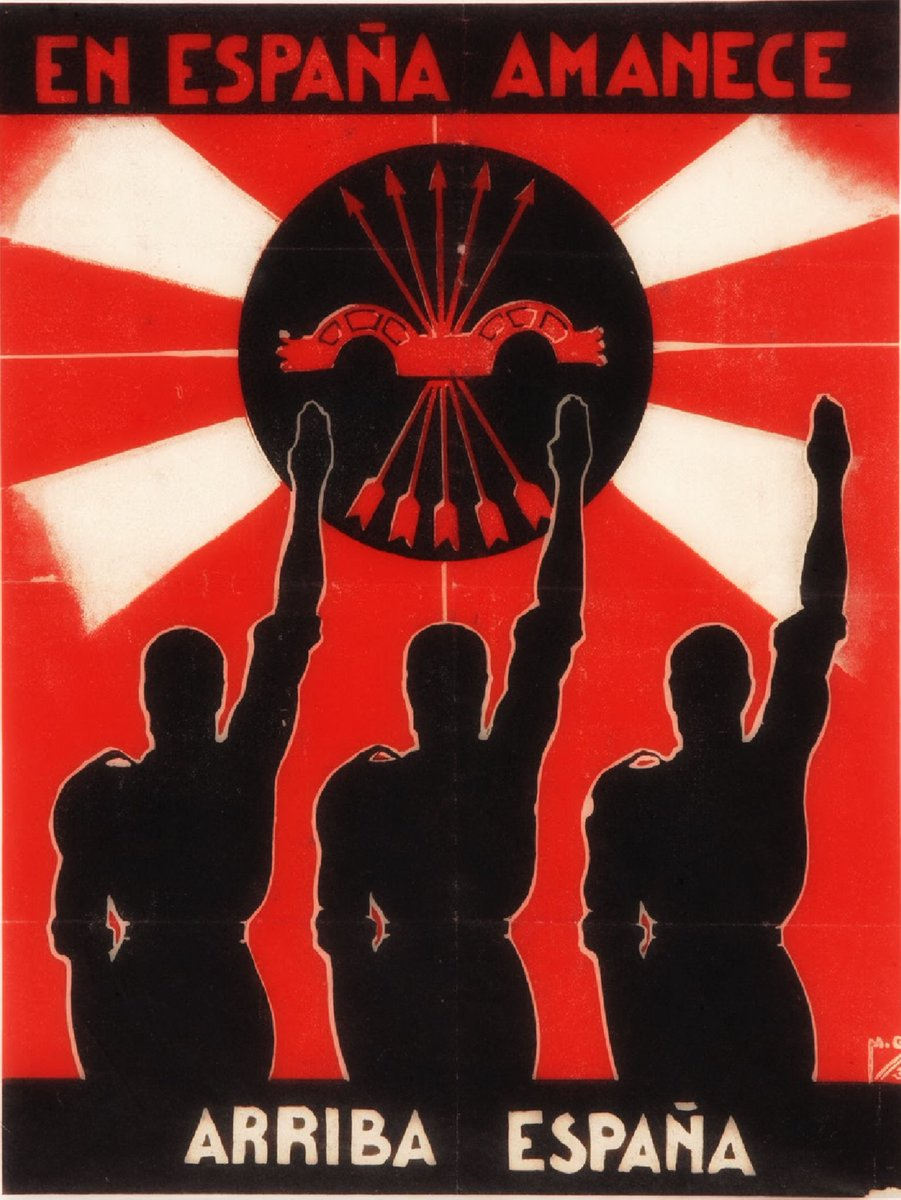
En España amanece. Arriba España, propaganda falangista que muestra las siluetas de tres hombres realizando el saludo fascista.

El saludo fascista (también llamado saludo nazi) es el saludo que utilizaron a lo largo de la historia los seguidores de los movimientos de dichas ideologías. Es una variante del saludo romano y fue adoptado por el Partido Nacional Fascista y la Italia fascista de Benito Mussolini, por el Partido Nacionalsocialista Obrero Alemán y la Alemania nazi bajo el mando de Adolf Hitler y por la Falange Española de las Juntas de Ofensiva Nacional Sindicalista y la España franquista de Francisco Franco. Otros partidos políticos y regímenes de este mismo entorno también lo han utilizado.

## Descripción
Para realizar el saludo fascista, el brazo derecho debía colocarse en un ángulo de alrededor de 40° sobre la horizontal y apenas ladeado hacia la derecha. En la Alemania nazi casi siempre se acompañaba con la frase Heil Hitler!, pronunciada con voz firme y clara. Normalmente se usaba para despedir a los soldados nazis. Si el saludo se realizaba mientras se estaba frente a un oficial superior, los talones podían ser golpeados entre sí simultáneamente. En mítines y concentraciones, los brazos de la multitud también podían estar elevados al grito de Sieg Heil.
En España, fue adoptado por la Falange Española, aunque se diferenciaba del saludo nazi en que no era tan rígido. Acompañado de este, se solía gritar "Arriba España", que fue un grito en el bando sublevado durante la Guerra civil española y el franquismo.

## Historia

### Orígenes
Si bien se ha relacionado este gesto con el llamado saludo romano, cuyo origen algunos rastrean en costumbres ibéricas, lo cierto es que no hay evidencias documentales o monumentales de que existiese tal saludo. En los relieves de la Columna de Trajano, en Roma, aparecen legionarios romanos en gestos que se han interpretado como evidencia de la existencia de tal saludo; también algunas estatuas de emperadores, notablemente el Augusto de Prima Porta y la imagen ecuestre de Marco Aurelio, parecen realizar este saludo. Sin embargo, estas representaciones no reflejan claramente el llamado saludo romano, sino gestos vinculados con la oratoria, tal como los describe Quintiliano.
Las imágenes más parecidas a un saludo con el brazo levantado son escenas que muestran la adlocutio, acclamatio, adventus o profectio; ocasiones en las cuales un funcionario de alto rango se dirige a individuos o grupos, a menudo soldados, pidiendo atención a sus palabras; en todos los casos, es el funcionario quien eleva los brazos ante un público atento. En ciertos casos, la mano levantada, en un gesto de confiaza, es un signo de saludo o benevolencia, pero es más común que aparezca como una petición de silencio. En un relieve de Éfeso (siglo II), sin embargo, aparece un oficial diogmita (policía) levantando la mano, con la palma perpendicular al suelo, como salutatio o acclamatio, ante un oficial superior; es la única evidencia de empleo del "saludo" llamado romano, pero dado el contexto, no está clara su significación. En todo caso, parece cierto que el llamado saludo romano nunca existió como tal.
Los más antiguos testimonios de este estilo de saludo aparecen en pinturas a partir del siglo XVIII, cuando en pleno auge de la Ilustración los intelectuales y filósofos revaloraron las instituciones tradicionales de la antigua República Romana y entre ellas le dieron al supuesto «saludo romano» un significado cívico o heroico.
Un ejemplo de ello aparece en las pinturas de estilo neoclásico del francés Jacques-Louis David, como Juramento del Juego de Pelota de 1792, donde se muestra a los revolucionarios franceses haciendo el saludo romano o el Juramento de los Horacios de 1784, presentando con este mismo gesto a un episodio legendario de Roma. Inclusive en 1810, en pleno régimen de Napoleón Bonaparte, David pintó por encargo gubernamental La distribución de las águilas, mostrando al propio Napoleón I entregando estandartes con figuras de águilas a los regimientos del ejército francés, cuyos soldados realizan el saludo romano. Estas pinturas de David inspiraron posteriores ilustraciones a lo largo del siglo XIX en toda Europa, mostrando nuevamente el «saludo romano» como elemento solemne, aunque en situación de servir como señal de juramento antes que un saludo propiamente dicho. Con este significado fue que el clérigo estadounidense Francis Bellamy logró que el gobierno de EE. UU. estableciera una versión del «saludo romano» como gesto de saludo en su Juramento de Lealtad a la bandera en 1892: el brazo extendido hacia el cielo, con una leve inclinación adelante, formando un ángulo agudo, denominado «saludo Bellamy».

### Italia fascista

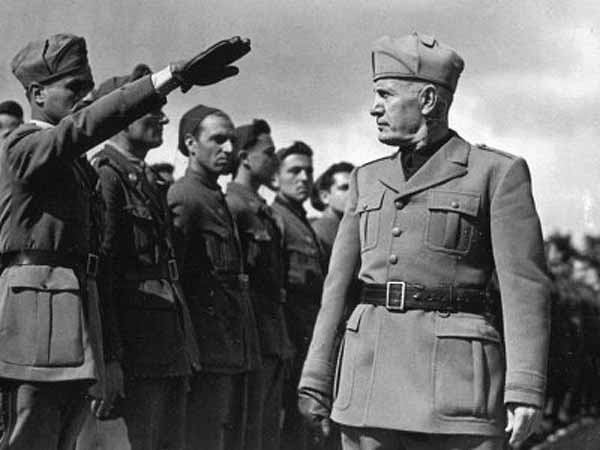
Mussolini inspeccionando tropas durante la Guerra italo-etíope.

Con la subida al poder de Mussolini, se empezaron a recuperar símbolos romanos para utilizarlos como propios, al afirmar que el imperio italiano era el segundo Imperio Romano. Por lo tanto, como saludo de respeto y lealtad hacia él se recuperó el saludo romano.
Con la expansión del fascismo a otros países, el saludo se copió (como en la Alemania Nazi), siendo a partir de entonces identificado con grupos y regímenes nacionalistas.

### Usos durante el Tercer Reich

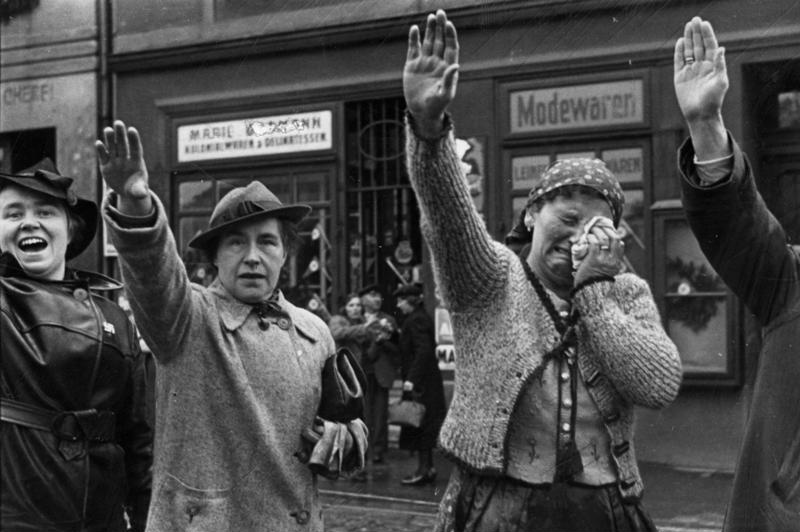
Mujeres checas saludando a tropas nazis durante la ocupación del país en 1938.

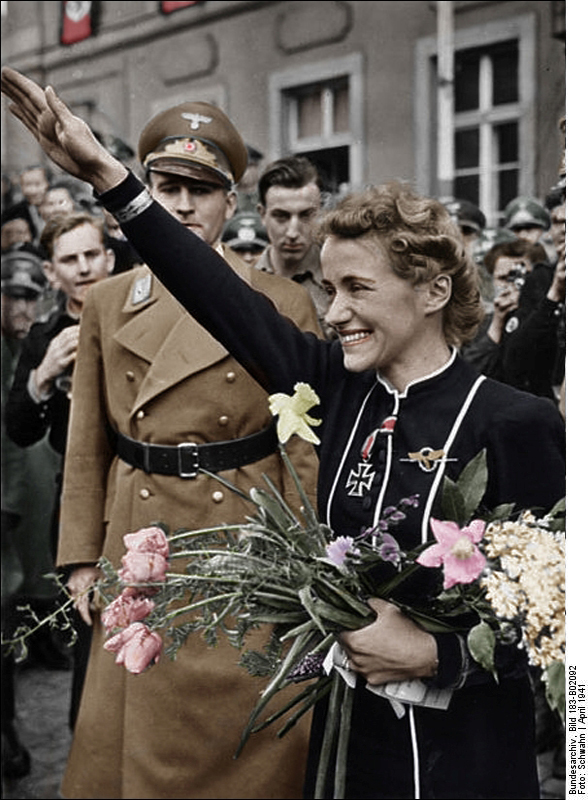
Hanna Reitsch haciendo el saludo.

Durante el periodo que va desde 1933 hasta 1945, el saludo Heil Hitler! ('¡Salve Hitler!') se hizo muy común en los círculos sociales alemanes y fue empleada por los ciudadanos procedentes de los cuerpos superiores de las Waffen-SS (oficiales de alto rango). Hitler prefirió que se le saludara como Heil, mein Führer! o simplemente Heil!. El empleo de Sieg Heil! o '¡Salve Victoria!' fue muy común durante el periodo nazi, y se pronunciaba sobre todo durante los discursos de Hitler. Era muy común que se repitiera tres veces en la forma de un canto coral: Sieg...Heil! Sieg...Heil! Sieg...Heil! Heil Hitler!.
Tras el atentado del 20 de julio de 1944, las fuerzas militares del Tercer Reich ordenaron reemplazar el saludo ordinario militar por la versión de saludo a Hitler. La orden tuvo su fecha efectiva el 24 de julio de 1944, 4 días después del atentado a la vida de Hitler en Rastenburg. Previamente a esta situación, el saludo a Hitler era opcional en las fuerzas militares alemanas, y a partir de esta fecha se estableció como saludo oficial.

### Uso en España

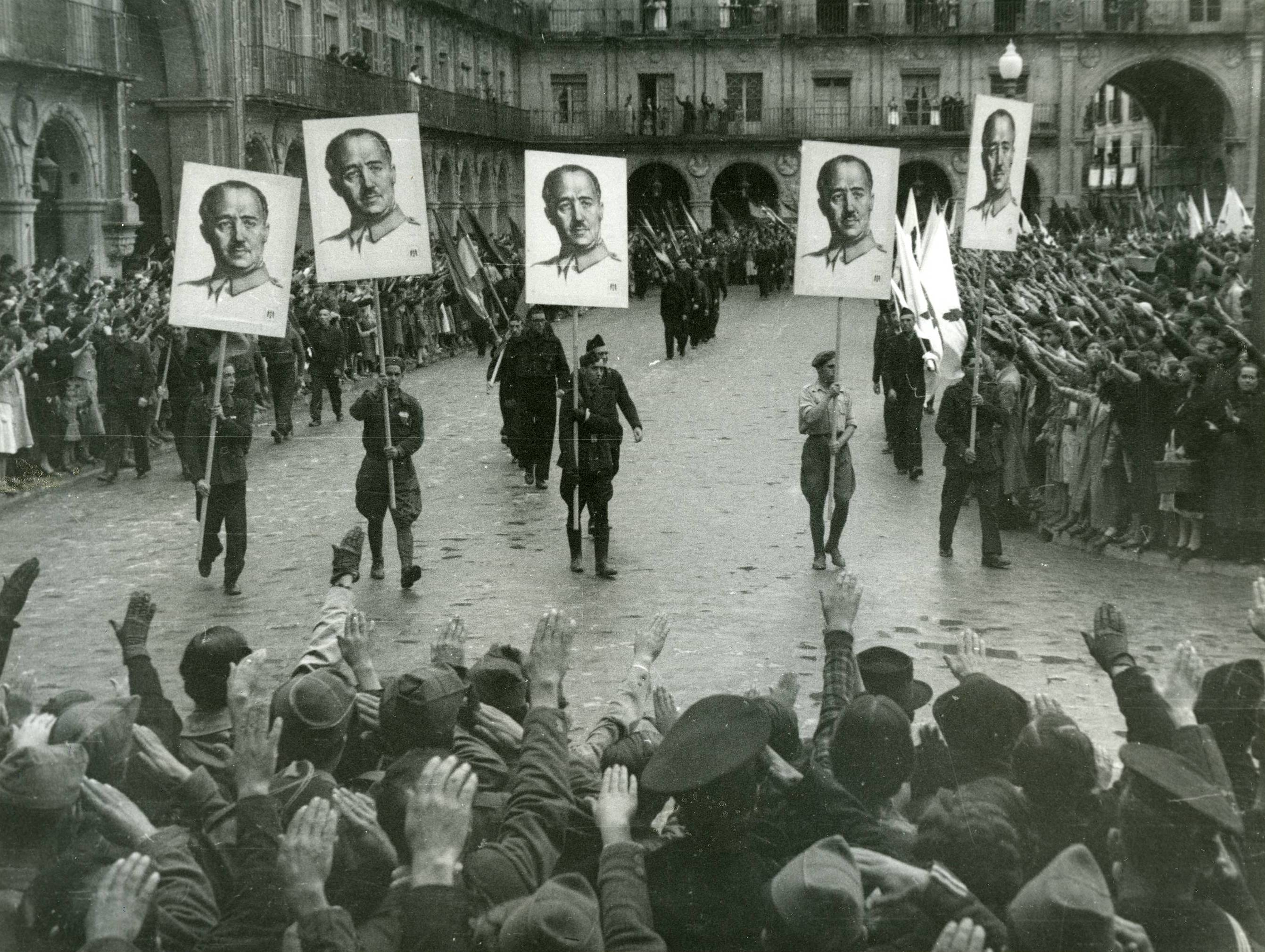
Manifestación de apoyo al Generalísimo Franco en la Plaza Mayor de Salamanca con motivo de la toma de Gijón (octubre de 1937) durante la Guerra civil española.

La Falange Española, el partido fundado por José Antonio Primo de Rivera en 1933, comenzó a utilizar el saludo fascista, denominado "saludo íbero" por sus dirigentes. Tras la unificación de los movimientos tradicionalistas y falangistas en un partido único, FET de las JONS, el 24 de abril de 1937 se estableció este saludo como «saludo nacional», especificando que se realizaba con el brazo en alto, con la mano extendida y formando con la vertical del cuerpo un ángulo de curenta y cinco  grados, debía utilizarse al paso de la bandera o al entonarse el himno nacional. Sin embargo, personal del ejército y de la marina, había de conservar el saludo reglamentario. El 11 de septiembre de 1945 fue derogada esta disposición, haciendo notar que las circunstancias habían cambiado, especialmente la Segunda Guerra Mundial, ha hecho que ese signo que era de amistad, pueda ser mal intepretado. Se trataba así de dar buena impresión a los países vencedores de la guerra. Por ejemplo, en la película española de exaltación franquista, Raza, se eliminaron todas las escenas donde los militares del bando sublevado saludan con el brazo en alto. No obstante, en las multitudinarias concentraciones convocadas por el régimen en honor a Franco, los asistentes alzaban el brazo derecho al entonar el Cara al sol como adhesión al régimen. En 1976, y con la posterior dimisión del presidente Carlos Arias Navarro, el saludo pierde su carácter "semioficial" de facto.[cita requerida]

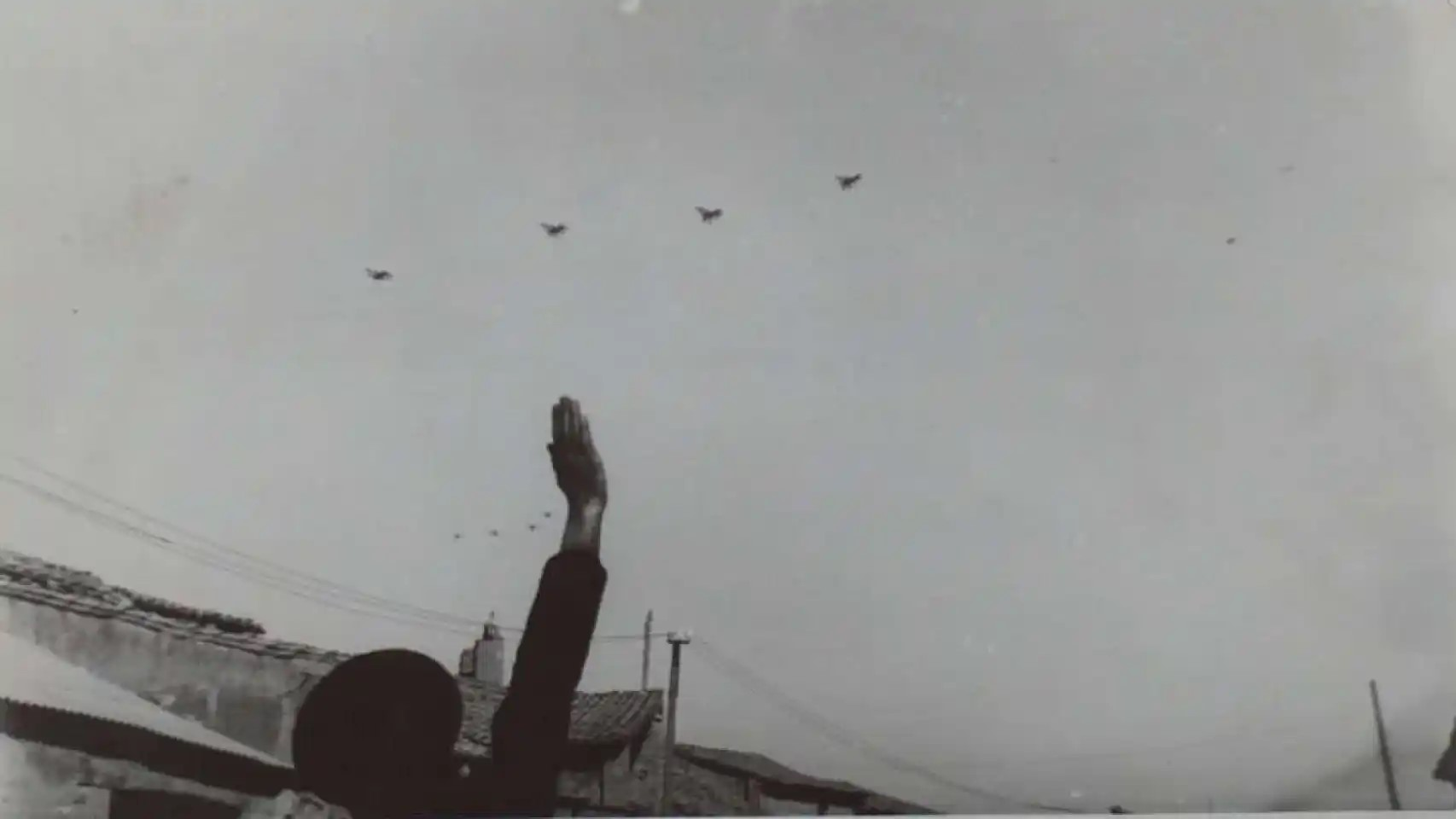
Un militar del Bando nacional realiza el saludo fascista a bombarderos alemanes durante la Guerra civil española.

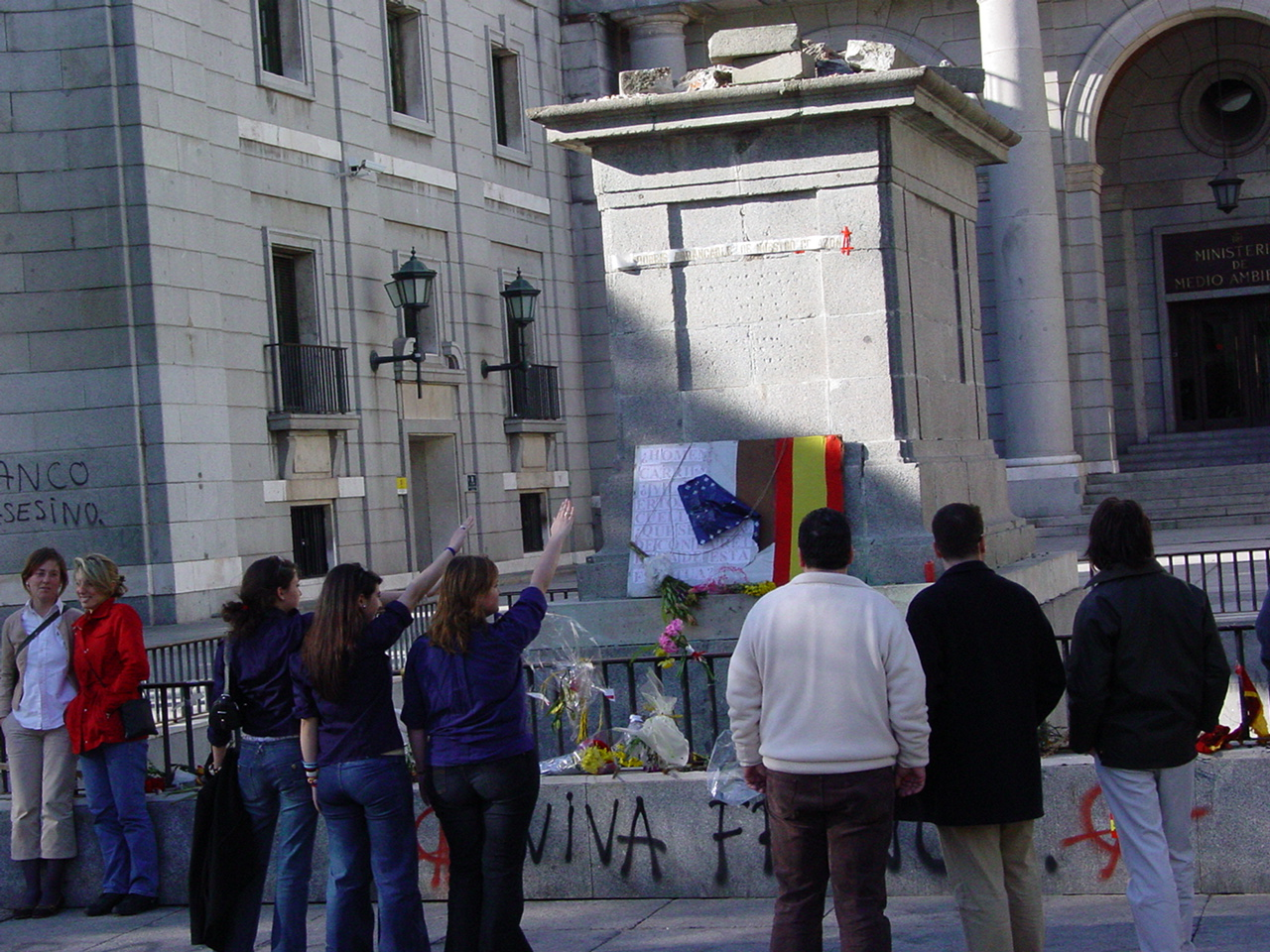
Simpatizantes neofranquistas realizan el saludo fascista ante el pedestal de la Estatua Ecuestre de Franco de Madrid tras ser retirada en marzo de 2005.

### Tras 1945
El saludo romano, sobre el que se fundamentó el saludo a Hitler, se empleó en diferentes países, así como con diferentes propósitos durante la Segunda Guerra Mundial. Por ejemplo, el saludo Bellamy, usado en Estados Unidos como Juramento de Lealtad a finales del siglo XIX y comienzos del siglo XX, fue una versión del saludo romano con algunas similitudes al saludo nazi. El saludo Bellamy fue abandonado a partir del año 1942 a causa precisamente de su similitud. Lo mismo ocurrió con otros saludos y formas de saludo basadas en el saludo romano a través del mundo. En Chile, Colombia y México[cita requerida] se utiliza como saludo el saludo romano durante el Juramento a la Bandera.
El saludo, tal y como es conocido, está legalmente prohibido en Alemania y Austria desde el final de la Segunda Guerra Mundial. Una versión del saludo empleada por Michael Kühnen muestra un pulgar extendido. Actualmente en Alemania utilizar la expresión ”Sieg Heil” es un delito, excepto que sea con fines educativos, científicos o artísticos (artículo 86a del Código Penal alemán).

## Saludos fascistas ficticios
- ¡Hail HYDRA! en Marvel Comics.
- ¡Larga vida al Imperio! en Star Wars.
- ¡All hail Lelouch! en Code Geass.